# Психоаналітична теорія
Психоаналітична теорія — теорія організації особистості та динаміки розвитку особистості, що відноситься до практики психоаналізу, клінічного методу лікування психопатології. Психоаналітична теорія, вперше викладена Зигмундом Фрейдом наприкінці ХІХ століття, зазнала багатьох уточнень з часів його роботи. Психоаналітична теорія набула повної популярності в останній третині двадцятого століття як частина критичного дискурсу щодо психологічних методів лікування після 1960-х років, задовго після смерті Фрейда в 1939 році. Фрейд припинив свій аналіз мозку та фізіологічні дослідження та зосередився на вивченні психіки та лікуванні за допомогою вільних асоціацій і феномену перенесення. Його дослідження наголошувало на визнанні подій дитинства, які могли вплинути на психічне функціонування дорослих. Його дослідження генетичних, а потім і розвитку аспектів надали психоаналітичній теорії її характеристики. Починаючи з публікації «Тлумачення снів» у 1899 році, його теорії почали набувати популярності.

## Визначення
Термін «психоаналітичний» спочатку означав просто «що стосується аналізу людської психіки». Але з появою психоаналізу як окремої клінічної практики термін став описувати і її. Сьогодні поширеним є прикметник психоаналітичний.

Психоаналіз визначається в Оксфордському словнику англійської мови як
Терапевтичний метод, започаткований Зиґмундом Фройдом, для лікування психічних розладів шляхом дослідження взаємодії свідомих і несвідомих елементів у свідомості пацієнта та виведення пригнічених страхів і конфліктів у свідомість, використовуючи такі техніки, як тлумачення сновидінь і вільні асоціації. Також: з цим методом пов'язана система психологічної теорії.

## Початки
Фрейд розпочав свої дослідження психоаналізу у співпраці з доктором Йозефом Брейером, особливо у зв'язку з прикладом Анни О. Анна О. була піддана низці психосоматичних розладів, таких як нездатність пити з страху. Брейер і Фрейд виявили, що гіпноз дуже допомагає дізнатися більше про Анну О. та її лікування. Фрейд часто посилався на дослідження Анни О. у своїх лекціях про походження та розвиток психоаналізу.
Спостереження у випадку Анни О. привели Фрейда до теорії про те, що проблеми, з якими стикаються пацієнти з істерикою, можуть бути пов'язані з болісним досвідом дитинства, який неможливо пригадати. Вплив цих втрачених спогадів сформував почуття, думки та поведінку пацієнтів. Ці дослідження сприяли розвитку психоаналітичної теорії.

## Несвідоме
У психоаналітичній теорії несвідомий розум складається з ідей і спонукань, які були піддані механізму витіснення: імпульси, що викликають тривогу в дитинстві, виключаються зі свідомості, але не припиняють існувати і чинять постійний тиск у напрямку свідомості. Однак зміст несвідомого пізнається свідомістю лише через його репрезентацію в замаскованій або спотвореній формі, за допомогою сновидінь і невротичних симптомів, а також через обмовки та жарти. Психоаналітик прагне інтерпретувати ці свідомі прояви, щоб зрозуміти природу витісненого. У психоаналітичних термінах несвідоме включає не все, що не є свідомим, а радше те, що активно витісняється зі свідомої думки. Фрейд розглядав несвідоме як сховище для соціально неприйнятних ідей, побажань або бажань, що викликають тривогу, травматичних спогадів і хворобливих емоцій, які витісняються зі свідомості механізмом придушення. Такі несвідомі психічні процеси можна розпізнати лише через аналіз їх впливу на свідомість. Несвідомі думки недоступні безпосередньо для звичайної інтроспекції, але вони здатні частково уникнути цензурного механізму придушення в замаскованій формі, проявляючись, наприклад, як елементи сновидінь або невротичні симптоми. Вважається, що сновидіння та симптоми можна «інтерпретувати» під час психоаналізу за допомогою таких методів, як вільні асоціації, аналіз сновидінь та аналіз словесних помилок.

## Структура особистості
У моделі Фрейда психіка складається з трьох різних елементів: ідентифікатора, его та суперего. Ідентифікатор — це аспект особистості, який керується внутрішніми та основними потягами та потребами, такими як голод, спрага та потяг до сексу або лібідо. Ідентифікатор діє за принципом задоволення. Через інстинктивну якість ідентифікатора він імпульсивний і не усвідомлює наслідків дій. Суперего керується принципом моралі. Він забезпечує дотримання моральності суспільних думок і дій на інтрапсихічному рівні. Він використовує мораль, оцінюючи неправильне і правильне та використовуючи почуття провини, щоб перешкоджати соціально неприйнятній поведінці. Его керує принципом реальності. Его прагне врівноважити суперечливі цілі ідентифікатора та суперего, намагаючись задовольнити потяги ідентифікатора способами, сумісними з реальністю. Его — це те, як ми сприймаємо себе: це те, що ми називаємо «Я» (слово Фрейда — німецьке «ich», що означає просто «Я»).

## Захисні механізми
Его врівноважує вимоги ідентифікатора, суперего та реальності, щоб підтримувати здоровий стан свідомості, де є лише мінімальний інтрапсихічний конфлікт. Таким чином, він реагує, щоб захистити людину від стресорів і тривоги, спотворюючи внутрішню або зовнішню реальність меншою чи більшою мірою. Це запобігає проникненню у свідомість загрозливих несвідомих думок і матеріалу. Десять різних захисних механізмів, які спочатку перерахувала Анна Фрейд, це: витіснення, регресія, формування реакції, ізоляція афекту, скасування, проекція, інтроекція, звернення проти себе, розворот до протилежності та сублімація. Однак у тій же роботі вона докладно описує інші маневри, такі як ототожнення з агресором та інтелектуалізація, які згодом будуть розглядатися як самостійні механізми захисту. Крім того, цей список був значно розширений іншими психоаналітиками, а деякі автори стверджують, що перелічують понад сотню захисних механізмів.

## Теорії психології

### Психосексуальний розвиток
Погляд Фрейда на розвиток особистості (психіки). Це стадійна теорія, згідно з якою прогрес відбувається поетапно, оскільки лібідо спрямовується на різні частини тіла. Різні стадії, перераховані в порядку прогресування, це оральний, анальний, фалічний (Едипів комплекс), латентний, генітальний. Генітальна стадія досягається, якщо люди задовольняють усі свої потреби на інших стадіях за допомогою достатньої кількості доступної сексуальної енергії. Люди, які не задовольняють свої потреби на певній стадії, стають фіксованими або «застряють» на цій стадії.

### Неоаналітична теорія
Теорія Фрейда та робота з психосексуальним розвитком призвели до неоаналітиків/ неофрейдистів, які також вірили у важливість несвідомого, тлумачень сновидінь, механізмів захисту та невід'ємного впливу досвіду дитинства, але також мали заперечення проти цієї теорії. Вони не підтримують ідею, що розвиток особистості припиняється у віці 6 років, натомість вони вважали, що розвиток поширюється протягом усього життя. Вони розширили роботу Фрейда та охопили більший вплив оточення та важливість свідомого мислення разом із несвідомим. Найважливішими теоретиками є Ерік Еріксон (психосоціальний розвиток), Анна Фрейд, Карл Юнг, Альфред Адлер і Карен Горні, а також школа об'єктних відносин. Теорія психосоціального розвитку Еріксона базується на восьми стадіях розвитку. Стадії: довіра проти недовіри, автономія проти сорому, ініціатива проти провини, працьовитість проти неповноцінності, ідентичність проти плутанини, інтимність проти ізоляції, генерація проти застою та цілісність проти відчаю. Вони важливі для психоаналітичної теорії, оскільки вона описує різні етапи, які люди проходять у житті. Кожна стадія має значний вплив на результати їхнього життя, оскільки на кожній стадії вони переживають конфлікти, і який би шлях вони не вибрали, він матиме певні результати.

## Критика
Деякі стверджують, що теорії бракує емпіричних даних і вона занадто зосереджена на патології. Інші критики полягають у тому, що теорія не враховує культуру та її вплив на особистість.
Психоаналітична теорія походить від Фрейда і зосереджена на дитинстві. Це може бути проблемою, оскільки більшість вважає, що вивчення дітей може бути безрезультатним. Одна з головних проблем полягає в тому, чи спостережувана особистість залишиться на все життя чи дитина втратить її пізніше в житті.

## Застосування до мистецтва та гуманітарних наук
Психоаналітична теорія має великий вплив на континентальну філософію та естетику зокрема. Фрейда іноді вважають філософом. Психоаналітик Жак Лакан, філософи Мішель Фуко та Жак Дерріда багато писали про те, як психоаналіз впливає на філософський аналіз.
При аналізі літературних текстів психоаналітична теорія може бути використана для розшифровки чи тлумачення прихованого значення в тексті або для кращого розуміння намірів автора. Завдяки аналізу мотивів теорія Фрейда може бути використана для прояснення значення написаного, а також дій персонажів у тексті.

## Подальше читання

### Книги
- Brenner, C. (1973). An Elementary Textbook of Psychoanalysis — Revised edition. New York: International Universities Press. ISBN 0-385-09884-7ISBN 0-385-09884-7
- Ellman, S. (2010). When Theories Touch: A Historical and Theoretical Integration of Psychoanalytic Thought. London: Karnac Books. ISBN 1-85575-868-7ISBN 1-85575-868-7
- Laplanche, J. & Pontalis, J. B. (1974). The Language of Psycho-Analysis. W. W. Norton & Company, ISBN 0-393-01105-4

### Інтернет-документи
- Бенджамін, Дж. (1995). Розпізнавання та знищення: контур інтерсуб'єктивності
- Боескі, Д. (2005). Контекстуалізовані психоаналітичні суперечки
- Дослідницька група Бостонського процесу змін. (2005). «Щось більше», ніж інтерпретація
- Бреннер, К. (1992). Розум як формування конфлікту та компромісу
- Ігл, М. (1984). Дефіцит розвитку проти динамічного конфлікту
- Гілл, М. (1984). Психоаналіз і психотерапія: перегляд
- Кернберг О. (2000). Психоаналіз, психоаналітична психотерапія та підтримуюча психотерапія: сучасні суперечки
- Мітчелл, Стівен А. (1984). Теорії об'єктних відносин і нахил розвитку
- Рубінштейн Б. (1975). Про клінічну психоаналітичну теорію та її роль у виведенні та підтвердженні окремих клінічних гіпотез
- Шварц, В. (2013) Основи психоаналітичної теорії та практики
- Шпренгер, Скотт (2002) Фрейдистська психоаналітична теорія

### Інше
- Freud, Sigmund 1900, Interpretation of Dreams (Chapter 2). Standard Edition.
- Grünbaum, Adolf 1986. Precis of Foundations of Psycho-Analysis. Behavioral and Brain Sciences 9 : 217—284.
- Greenberg, J. and Mitchell, S.A. (1983). Object Relations in Psychoanalytic Theory. Cambridge MASS and London: Harvard University Press.
- Klein, Melanie 1932. Chapter 2, The Psychoanalysis of Children. In The Writings of Melanie Klein Volume 2. London: Hogarth Press.
- Klein, Melanie (1935), A contribution to the psychogenesis of manic-depressive states, International Journal of Psycho-Analysis 16: 145–74. Republished: Hogarth Press.
- Bion, W. (1957), 'On Arrogance', in Second Thoughts. London: Heinemann, pp. 86–92, 161–6.
- Benjamin, J. (1990). An Outline of Intersubjectivity: the development of recognition. Psychoanalytic Psychology 7S:33–46.